# 溫璋
溫璋（?—870年），河内人，唐朝官员。
父溫造曾平定兴元兵乱。溫璋早期以父蔭入仕，累佐使府，历三郡刺史。咸通初年，接任徐泗節度使。徐州的銀刀軍得知溫璋素嚴飭，陰懷猜忌，於是驅逐溫璋。咸通八年（867年），溫璋接任京兆府府尹，曾說：「罪無輕重，惡無大小。除惡務盡，犯意方絕，此謂之能治者。」《北梦琐言》卷10说：京兆尹温璋见一乌鸦三度挽铃报案，判断「是必有人探其雏而诉冤也」，就派人随鸦出城，果然在树下捕获到抓雏鸟的人。温璋「以禽鸟诉冤，事异于常，乃毙捕雏者而报之」。女道士魚玄機以笞殺女童綠翹事，被溫璋所殺。
咸通十一年（870年）八月，同昌公主得病故亡，唐懿宗悲痛不已，怒殺醫官二十余人，下獄者三百人。劉贍與溫璋上書，以為刑法太深，唐懿宗大怒，貶溫璋為振州司馬，責令三日內离京。溫璋歎曰：“生不逢時，死何足惜？”當晚服毒自盡死。懿宗得知溫璋死訊，還氣著說：“惡貫滿盈，死有余辜！”